# Johanna Westerdijk
Johanna Westerdijk (prononcé en néerlandais : [joːˈɦɑnaː ɦɑns ˈʋɛstərˌdɛik]) née le 4 janvier 1883 à Nieuwer-Amstel, Pays-Bas, et morte le 15 novembre 1961 à Baarn, est une botaniste néerlandaise spécialisée en phytopathologie et la première professeure des Pays-Bas. Elle est présidente de l'International Federation of University Women de 1932 à 1937.

## Biographie
Johanna Westerdijk, surnommée « Hans » par ses amis, est née à Nieuwer-Amstel, actuel Amstelveen, au sud d'Amsterdam. Elle est issue d'une famille aisée d'intellectuels, d'artistes et de médecins. Ses parents sont Bernard Westerdijk (1853–1927) et Aleida Catharina Scheffer (1857–1931) et elle est l'aînée de trois enfants. À l'école primaire, elle refuse de suivre des cours de broderie ou de jouer avec des poupées comme la plupart des filles de son temps. Au lieu de cela, elle lit des histoires aux autres filles de son école. Elle explique à son professeur qu'elle fera en sorte de gagner suffisamment d'argent pour que toutes ses tâches ménagères soient faites pour elle.
Elle termine ses études secondaires à 17 ans et est diplômée de l'école de filles d'Amsterdam. Elle est une pianiste douée et à l'intention de devenir une pianiste professionnelle mais une névrite persistante au bras rend cela impossible. Son intérêt pour la botanique l’amène à aller à l'université d'Amsterdam pour suivre les cours du botaniste Hugo de Vries et travailler dans son laboratoire.
Après avoir terminé ses études de biologie en 1904, elle part à Munich pour conduire des recherches sur les mousses. Un an plus tard, elle s'installe à Zurich où elle étudie la régénération des mousses, obtenant son doctorat en 1906 sous la direction du professeur Hans Schinz.

## Carrière

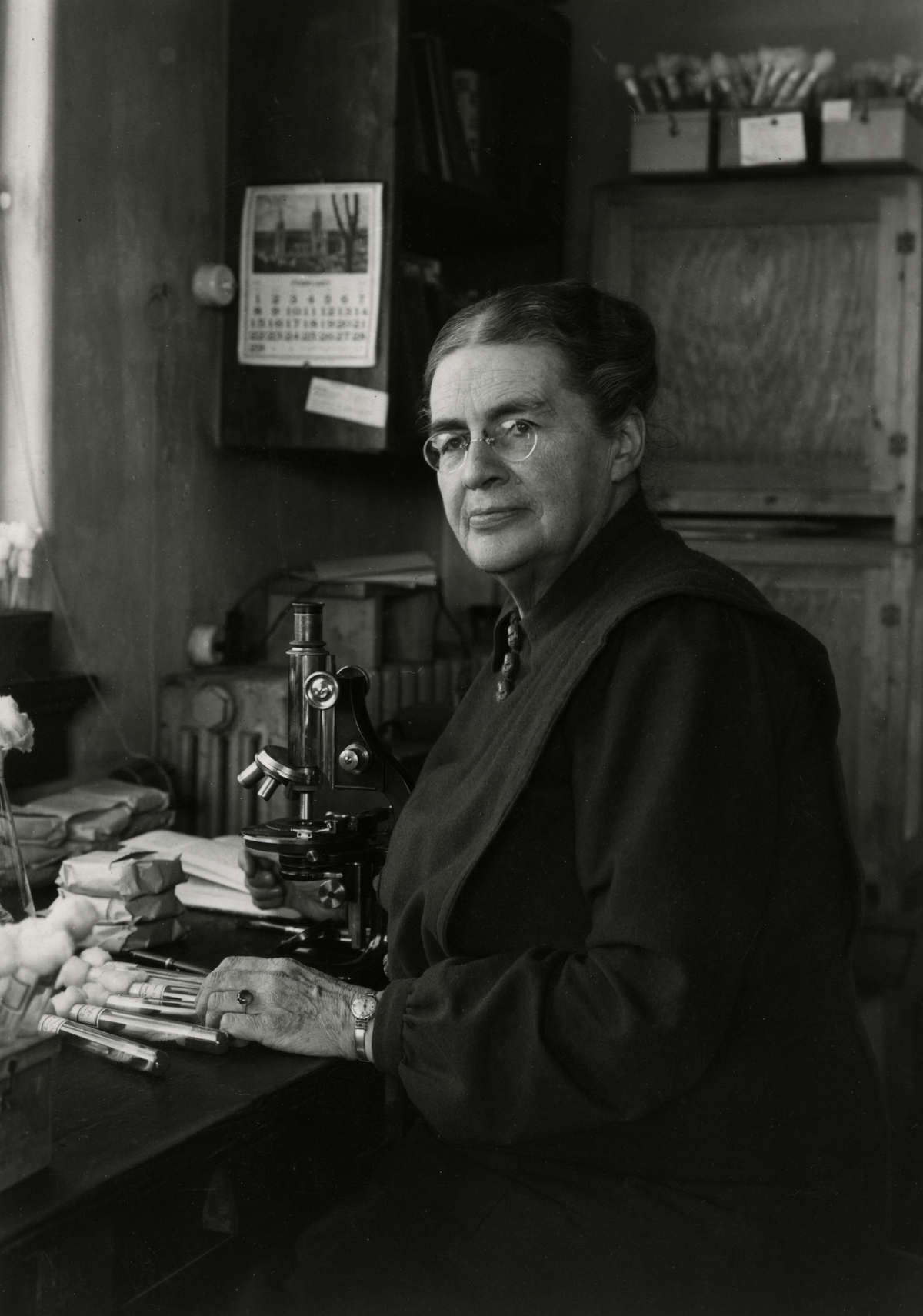
Johanna Westerdijk vers 1948.

En 1906, à 23 ans, elle se voit offrir un poste de direction chez Willie Commelin Scholten, un laboratoire de phytopathologie aux Pays-Bas. Le laboratoire, sous sa supervision, devient une institution de phytopathologie de renommée internationale. Il est transféré d'Amsterdam à la Villa Java à Baarn et est reconnu à ce jour avec un statut d'indépendant parmi les instituts de l'Académie royale des arts et des sciences des Pays-Bas.
Tout en travaillant comme directrice du laboratoire de phytopathologie en 1908, elle est chargée de conserver la collection d'environ 80 cultures de champignons de l'Association internationale des botanistes. Sous sa supervision, cette collection s'est enrichie de plus de 10 000 souches de 6 000 espèces différentes de champignons, levures et actinomycètes. Nommé Centraalbureau voor Schimmelcultures (Bureau central des cultures fongiques), l'objectif de cette collection était et est toujours de conserver une variété de champignons en culture pour fournir les chercheurs du monde entier. En 1913, elle devient la première femme à recevoir une subvention du Fonds Buitenzorg (Indonésie), qui lui permet de collecter et cultiver des échantillons de champignons de diverses cultures malades telles que le tabac, le sucre, le café, le thé, etc. pour la collection.

### Inspiration pour les femmes et les étudiants

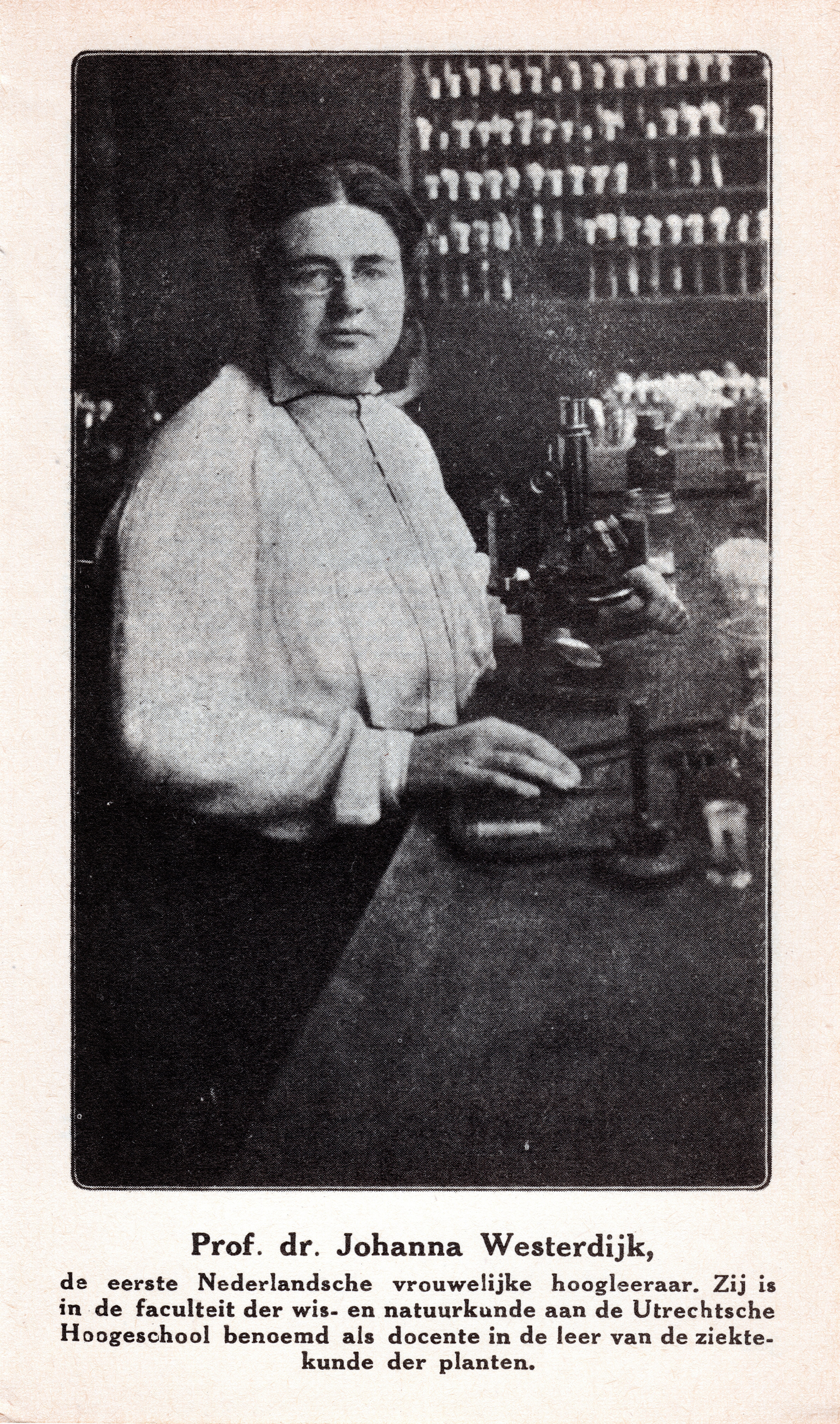
Prof. Dr. Johanna Westerdijk.

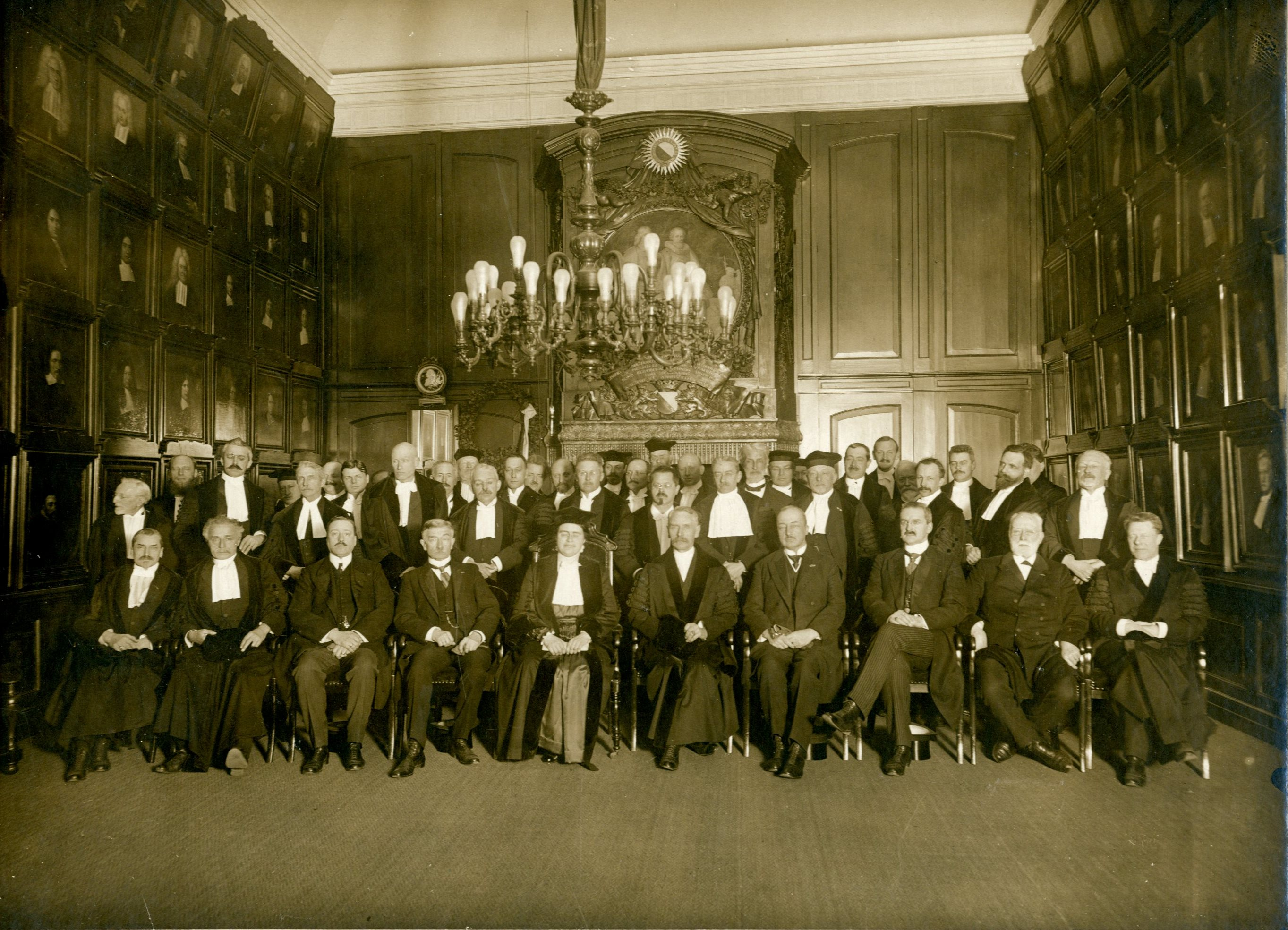
Portrait de groupe avec Johanna Westerdijk au centre après son discours en tant que nouveau professeur à l'université d'Utrecht en 1917.

En 1917, elle est nommée professeure aux Pays-Bas, en tant que professeur agrégé de phytopathologie à l'université d'Utrecht ce qui fait d'elle la première femme à ce poste. Elle est ensuite nommée à l'université d'Amsterdam en 1930. Un total de 55 doctorants obtiennent leur thèse sous sa supervision durant une période de 35 ans. Près de la moitié des doctorants sont des femmes car Johanna Westerdijk est une source d’inspiration pour les étudiantes intéressées par l’histoire des femmes et les sciences. Elle est membre fondateur de la Vereniging van vrouwen met hogere opleiding (nl) (VVAO), association de femmes diplômées d'université néerlandaise, et est présidente de l'International Federation of University Women de 1932 à 1937.
Elle écrit environ 70 publications couvrant un large spectre en phytopathologie et en mycologie mais son intérêt principal est dans l'étude des maladies des arbres et des plantes pour comprendre comment les contrôler. Plusieurs de ses publications concernent des essais de produits chimiques pour contrôler ces maladies.
Johanna Westerdijk est décrite par les journalistes comme étant une femme jeune, simple et forte avec des manières agréables et un bon sens de l'humour. Elle est également connue par ses amis proches comme aimant faire la fête, boire et danser et sans intérêt pour le mariage.
Quand elle voulait tester les progrès de ses élèves, elle les emmenait dans une boulangerie chic entourée de dames à la mode et leur posait soudain des questions telles que "OK, maintenant que pouvez-vous me dire sur la maladie jaune ou toute autre maladie". Elle a également sa propre tradition à chaque nouvelle cérémonie de doctorat, où un drapeau est hissé et trois oies portant des nœuds blancs, rouges et bleus autour du cou défilent autour du bâtiment. Le doctorant et son maître de thèse plantent ensuite un arbre dans le jardin d'un hectare et demi. Cette tradition est devenue légendaire.
Toutes les personnes qui passèrent leur doctorat à Baarn furent inspirées par l'atmosphère heureuse et l'influence du slogan du laboratoire «Pour les beaux esprits, l'art est de mélanger travail et fêtes» que Johanna Westerdijk a gravé dans la pierre au-dessus de l'entrée de la salle pour des travaux pratiques.

## Recherche sur la graphiose de l'orme

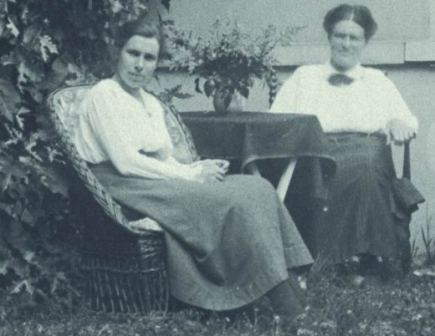
Marie Beatrice Schwarz (à gauche) et Johanna Westerdijk en 1922.

Dans les années 1920, elle travaille sur la maladie hollandaise de l'orme, une nouvelle maladie vasculaire fatale chez les ormes et collecte des fonds auprès de différentes municipalités des Pays-Bas, sous la responsabilité de sa première doctorante Marie Beatrice Schol-Schwarz.
Schwarz isole et inocule des ormes sains, concluant qu'un champignon les tue. Par la suite, Johanna Westerdijk charge une autre étudiante, Christine Johanna Buisman, de confirmer la découverte de Schwarz selon laquelle Ophiostoma novo-ulmi est la cause de la maladie. Buisman cultive également des ormes pour développer leur résistance à cette maladie, mais l'orme qu'elle développe est très sensible à une autre maladie fongique causée par un Nectria.

## Titres honorifiques et décorations
- Membre de l'Académie royale des arts et des sciences des Pays-Bas (1951)[3]
- Membre de la Linnean Society of London
- Officier de l'ordre d'Orange-Nassau
- Ordre du Lion des Pays-Bas
- Chevalier de l'ordre de Sant'Iago de l'Épée (Portugal)
- Médaille Otto Appel (1953) (établie pour des phytopathologistes exceptionnels) à Heidelberg
- Doctorat honoris causa de l'université d'Uppsala (1957)
- Doctorat honoris causa de l'université de Giessen (1958)

## Espèces éponymes
Plusieurs espèces de champignons sont nommées en l'honneur de Westerdijk, notamment :
- Aspergillus westerdijkiae Frisvad et Samson (2004)[11]
- Helicodendron westerdijkiae Beverw. (1953)[réf. nécessaire]
- Pestalotiopsis westerdykiae Steyaert (1949)[réf. nécessaire]
- Gyrothyrium westerdijkiae Arx (1950) (maintenant appelé Schizothyrium pomi )[réf. nécessaire]
- Torulopsis westerdijkiae EK Novák et Vitéz (1964)[réf. nécessaire]
- Westerdykella centenaria Crous, van Diepeningen et A.-C. Normand (2017)[12]

## Héritage
En 1907, Johanna Westerdijk devient directrice de la CBS (Centraalbureau voor Schimmelcultures (Bureau central des cultures fongiques). En l'honneur de son œuvre, l'institut est renommé Westerdijk Fungal Biodiversity Institute le 10 février 2017.